# NGC 2850
NGC 2850 is een lensvormig sterrenstelsel in het sterrenbeeld Waterslang. Het hemelobject werd op 22 maart 1882 ontdekt door de Franse astronoom Édouard Jean-Marie Stephan.

## Synoniemen
- NPM1G -04.0292
- PGC 26452